# Летопалена
Летопалѐна (на италиански: Lettopalena, на местен диалект Lèttë, Летъ) е село и община в Южна Италия, провинция Киети, регион Абруцо. Разположен е на 378 m надморска височина. Населението на общината е 680 души (към 2010 г.).